# U Pictoris
U Pictoris är en pulserande variabel av RR Lyrae-typ (RRAB) i stjärnbilden Målaren.
Stjärnan är av visuell magnitud +10,711 till 11,972 och varierar med en period av 0,4403750 dygn eller 10,56900 timmar. RR Lyrae-stjärnornas period varierar mellan 0,2 och 1,2 dygn med ett medianvärde på 0,5 dygn. U Pictoris ligger alltså en bit under medanvärdet för RR Lyrae-stjärnor.